# Interleukin-3 receptor
Interleukin-3 receptor (takođe poznat kao CD123 antigen) je molekul nađen na ćelijama koje pomažu prenos interleukin-3 signala, rastvornog citokina važnog za imunski sistem. 
Gen koji kodira ovaj receptor se nalazi na pseudoautozomalnim regionima hromozoma X i Y. 
Ovaj receptor pripada familiji tip I citokinskih receptora. On je heterodimer sa jedinstvenim alfa lancem uparenim sa zajedničkim beta (beta c ili CDw131) podjedinicama. 
Gen za alfa podjedinicu ima 40 kilobaza, i sadrži 12 eksona. 
Receptor, nađen na pluripotentnim progenitorskim ćelijama, indukuje tirozin fosforilaciju unutar ćelije i promoviše proliferaciju i diferencijaciju unutar hematopoetskih ćelijskih linija.

## Spoljašnje veze
- Interleukin-3+Receptor на 